# Domagoj Bradarić
Domagoj Bradarić (* 10. Dezember 1999 in Split) ist ein kroatischer Fußballspieler, der als Außenverteidiger bei der US Salernitana unter Vertrag steht.

## Karriere

### Verein
Bradarić wurde in Split geboren und trat 2007 dem Jugendteam von Hajduk Split bei. Vor der Saison 2017/18 wurde er in die Reserve befördert. Am 18. Juni 2018 wurde Bradarić in die Profimannschaft berufen und unterzeichnete seinen ersten Profivertrag. Am 15. September gab er sein Debüt für den Verein, als er bei einem 3:1-Sieg gegen NK Rudeš eingewechselt wurde. Nachdem er die nächsten sechs Spiele bestritten hatte, verletzte er sich, kehrte jedoch im Dezember gegen NK Rudeš zurück. Am Ende der Spielzeit, nach seiner ersten Saison bei der ersten Mannschaft von Hajduk, wurde Bradarić in die beste Elf der Saison der 1. HNL benannt.
Am 19. Juli 2019 unterzeichnete Bradarić einen Fünfjahresvertrag bei OSC Lille. Die Ablösesumme wurde mit 6,5 Mio. Euro zuzüglich 2 Mio. Euro an möglichen Nachzahlungen und 10 % einer künftigen Ablösesumme bei einem Weiterverkauf angegeben. Er gab sein Debüt in der Ligue 1 am 11. August 2019 bei einem 2:1-Heimsieg gegen den FC Nantes.
Nach drei Jahren verließ der Kroate Lille im Juli 2022 und schloss sich der US Salernitana an. Nach dem Abstieg von Salernitana in die Serie B wechselte Bradarić im Sommer 2024 leihweise mit Kaufoption zu Hellas Verona.

### Nationalmannschaft
Bradarić spielte für verschiedene Jugendauswahlen seines Landes, zuletzt für die U-21-Auswahl. Im Oktober 2020 debütierte er in einem Freundschaftsspiel gegen die Schweiz in der kroatischen A-Nationalmannschaft.
Er war bei der Europameisterschaft 2021 Bestandteil des kroatischen Kaders, der bei dem Turnier im Achtelfinale gegen Spanien ausschied.

## Erfolge
- Französischer Meister: 2021